# King's capital
King's Capital, Кінгс кепітал — фінансова установа, що працювала у місті Києві, збанкрутіла в 2008 році. Нею керував громадянин США, фінансовий тренер Роберт Флетчер.
Як встановило слідство, з травня 2006 року по листопад 2008 року, шляхом обману, керівництво компанії заволоділо коштами майже 3,5 тис. громадян на загальну суму понад 140 млн грн.
Проведені слідчі дії довели, що філіали установи відкривалися виключно при церкві Сандея Аделаджі «Посольство Боже». Він агітував свою паству закладати свої квартири і нести гроші в King's Capital.
Керівник компанії Олександр Бандурченко заявив, що Аделаджа нав'язав йому своїх людей і гроші вкладників перебувають у них. Пастор Аделаджа заявив, що організатори піраміди King's Capital, яким він довіряв, його обдурили.
У липні 2011 року Генеральна прокуратура України направила до суду справу про звинувачення у шахрайстві Сандея Аделаджі та п'ятьох керівників компанії.
Після розслідування справи Головним слідчим управлінням МВС України, у липні 2013 року Генеральна прокуратура направила до суду кримінальне провадження стосовно 13 осіб, які заволоділи коштами громадян на загальну суму майже 150 млн грн.